# Macropsis meifengensis
Macropsis meifengensis är en insektsart som beskrevs av Huang och Viaktamath 1993. Macropsis meifengensis ingår i släktet Macropsis och familjen dvärgstritar. Inga underarter finns listade i Catalogue of Life.